# 最優秀選手賞
最優秀選手賞（さいゆうしゅうせんしゅしょう、英: Most Valuable Player, MVP）は、スポーツや競技において、その年または大会において最も優れたパフォーマンスを発揮した選手（最優秀選手）に贈られる栄誉ある賞である。
通常、この賞はチームスポーツや個人競技において、その選手がチームまたは大会の成績に大きな影響を与えたことを証明するものとされる。

## 概要
最優秀選手賞は、多くのスポーツリーグや大会で授与されており、通常はシーズンや大会終了時に、そのパフォーマンスや貢献度が最も顕著であった選手に贈られる。この賞の受賞者は、選手の技術、リーダーシップ、試合での影響力、成績などを総合的に評価される。
例えば、プロ野球やサッカー、バスケットボール、アイスホッケー、アメリカンフットボールなど、さまざまなスポーツにおいて最優秀選手賞が存在し、それぞれの競技において特定の評価基準や選考方法が設けられている。

## 歴史
最優秀選手賞は、特定のスポーツや大会において初めて創設された時期や場所により異なるが、近代的な最優秀選手賞の概念は20世紀初頭に発展した。
例えば、アメリカのプロスポーツリーグであるNBA（バスケットボール）では、1955年からMVPが授与されており、MLB（メジャーリーグベースボール）では1931年からMVP賞が制定されている。

## 選考方法
最優秀選手賞の選考方法はスポーツによって異なり、一般的にはスポーツメディアの記者や解説者、コーチ、チームの選手などからなる投票によって決定される。また、特定の大会ではファン投票が選考に影響を与えることもある。

## 代表的な最優秀選手賞
- NBA（バスケットボール）: NBA最優秀選手賞（NBA Most Valuable Player Award）は、NBAシーズンの最も優れた選手に授与される。
- MLB（メジャーリーグベースボール）: MLB最優秀選手賞（American League MVP / National League MVP）は、各リーグのシーズンで最も優れた成績を残した選手に贈られる。
- NFL（アメリカンフットボール）: NFL最優秀選手賞（NFL MVP）は、NFLシーズンで最も価値のあるパフォーマンスを発揮した選手に贈られる。

## 関連賞
最優秀選手賞は、しばしばその年または大会の最優秀新人賞や最優秀監督賞などの他の賞と一緒に授与されることが多い。